# Joshua Kantara
Joshua Kantara, nome completo Joshua Sidiki Adisa Kantara (Berlino, 22 gennaio 2002), è un attore e regista tedesco.

## Biografia
Ha iniziato a lavorare nel mondo dello spettacolo all'età di 11 anni, prestando la sua voce per la serie televisiva tedesca per bambini Löwenzahn.
Dopo essersi occupato di regia e direzione della fotografia e aver girato numerosi cortometraggi e spot per il settore automobilistico e dell'abbigliamento, ha intrapreso la carriera d'attore, raggiungendo la notorietà grazie all'interpretazione del personaggio di Fynn nella miniserie TV Cassandra.
Nel 2018, ha realizzato, assieme a suo padre, un documentario per il Museo tedesco dell'igiene di Dresda, nel quale è contenuta un'intervista a Theodor Wonja Michael sul tema del razzismo.

## Filmografia

### Attore

#### Cinema
- Hunger Games - La ballata dell'usignolo e del serpente (The Hunger Games: The Ballad of Songbirds & Snakes), regia di Francis Lawrence (2023)
- Girl You Know It's True, regia di Simon Verhoeven (2023)

#### Televisione
- Meme Girls – serie TV, 6 episodi (2023)
- Cassandra – serie TV, 6 episodi (2025)

### Regista
- Gift a moment - cortometraggio (2021)